# Chelodina
Chelodina é um gênero de cágados (tartarugas) da família Chelidae. São nativas da Austrália, Nova Guiné e ilhas próximas. Trata-se de um grupo muito antigo, com fóssei datando do período Eoceno.

## Espécies
Subgênero: Chelodina Fitzinger, 1826
- Chelodina canni (McCord & Thomson, 2002)
- Chelodina longicollis (Shaw, 1794)
- Chelodina mccordi (Rhodin, 1994)
- Chelodina murrayi (fossil) (Yates, 2014)
- Chelodina novaeguineae (Boulenger, 1888)
- Chelodina pritchardi (Rhodin, 1994)
- Chelodina reimanni (Philippen & Grossmann, 1990)
- Chelodina steindachneri (Siebenrock, 1914)

Subgênero: Chelydera Thomson & Georges 2020
- Chelodina alanrixi (fóssil) (de Broin & Molnar, 2001)
- Chelodina insculpta (fóssil) (de Vis, 1897)
- Chelodina burrungandjii (Thomson, Kennett & Georges, 2000)
- Chelodina expansa (Gray, 1857)
- Chelodina kurrichalpongo Ouni et al., 2019
- Chelodina parkeri (Rhodin & Mittermeier, 1976)
- Chelodina rugosa (Ogilby, 1890)

Subgênero: Macrochelodina Wells & Wellington, 1985
- Chelodina oblonga (Gray, 1841)